# ترمنايتور 2: جادجمنت داي
المبيد 2: يوم الحساب (بالإنجليزية: Terminator 2: Judgment Day) هو فيلم حركة وخيال علمي أمريكي من تأليف وإنتاج وإخراج جيمس كاميرون. الفيلم من بطولة آرنولد شوارزنيجر وليندا هاميلتون وروبرت باتريك وإدوارد فورلونغ. هو الإصدار الثاني ضمن سلسلة المبيد متمم لفيلم سنة 1984 المبيد. الفيلم يتبع سارة كونور (هاميلتون) وابنها صاحب العشرة سنوات جون كونور (فورلونغ) حيث يحاولان الهرب من مبيد جديد أكثر تطوراً تي-1000 (باتريك)، الذي أرسل عبر الزمن لقتل جون كونور ومنعه من أن يصبح قائد المقاومة البشرية في المستقبل. مبيد ثاني أقل تطوراً (شوارزنيجر) يرسل أيضاً عبر الزمن لحماية جون.
المؤثرات البصرية للفيلم عدت طفرة كبيرة في الصور المنشأة بالحاسوب (CGI)، منها أول استخدام للاقط حركة بشري طبيعي لشخصية مصنوعة بالحاسوب، وأول شخصية رئيسة مصممة جزئياً بالحاسوب. المبيد 2 حقق نجاح تجاري ونقدي كبير، وتلقى عدة جوائز، منها 4 جوائز أوسكار لأفضل مونتاج صوتي وأفضل خلط أصوات وأفضل مكياج وتصفيف شعر وأفضل تأثيرات بصرية.

## القصة
بعد تدمير سارة كونور ليندا هاميلتون للسايبورغ والذي كان يلعب دوره الممثل آرنولد شوارزنيجر في الجزء الأول ضمن مكبس هيدروليكي وهربها لتلد ابنها «جون كونور» قائد المقاومة البشرية ضد الألات في المستقبل. لم يبق من السايبورغ سوى ذراع بحالة سليمة.تقوم شركة سكاي نت الأمنية "Skynet" بدراسة هذه الذراع المتطورة جداً ومحاولة تكملة النموذج لإنسان ألي كامل بنفس الميكانيكية المستخدمة للذراع، وهذا النموذج هو بذرة الألات الشريرة في المستقبل. تقوم الألات من المستقبل بإرسال سايبورغ جديد لللأرض متطور من الموديل T-1000 للعام 1995م للقضاء على جون كونور زعيم المقاومة بالمستقبل.
تقوم المقاومة في المستقبل بالإمساك بسايبورغ من موديل السايبورغ المرسل بالجزء الأول وتقوم بتعديل برمجته وتصبح مهمته الأساسية حماية جون كونور. السايبورغ الحديث T-1000 مكون من مادة تفاعلية كالزئبق هي "mimetic polyalloy" والتي تعيد تشكيل نفسها تلقائياً عند تجزئها لذلك فإن الطلقات النارية لا تؤثر به لأنه يعيد تشكيل نفسه بسهولة لأي هيئة، لذلك فهو يتخذ أشكال أشخاص بنسخ طبق الأصل. في هذا الوقت تكون سارة كونور ليندا هاميلتون والدة جون كونور في أحد المستشفيات النفسية، وجون يعيش مع عائلة بالتبني وعمره 11 سنة. يصل السايبورغ على دراجته لمنزل جون ويأخذه ليهربان بعيداً عن متناول السايبورغ T-1000، ويجبر جون أرنولد عل الذهاب للمستشفى لحماية والدته لأنها ستكون الهدف الثاني لـ T-1000. يصل الأليان للمستشفى ويتجابهان في أحداث شيقة جداً.يبقى T-1000 يلاحق جون وسارة وتنتهي الأحداث في مصنع لصهر المعادن وهناك يسقط T-1000 في حمم المعادن المنصهرة ويذوب فيها
بعد تدميرT-1000 يقوم جون كونور الصغير بتدمير اليد الألية ورقاقة عندها يقرر المدمر أنه ما تزال رقاقة واحدة ويجب تدميرها عندها يطلب المدمرآرنولد شوارزنيجر من سارة كونور ب إنزاله إلى حمم المعادن المنصهرة لكن جون كونور يحاول إقناع المدمر بعدم الذهاب والبقاء معه وفي النهاية يودع المدمر جون كونور وأمه وينزل إلى حمم المعادن المنصهرة ويقوم بتدمير نفسه.

## وصلات خارجية
- ترمنايتور 2: جادجمنت داي على موقع IMDb (الإنجليزية)
- ترمنايتور 2: جادجمنت داي على موقع ميتاكريتيك (الإنجليزية)
- ترمنايتور 2: جادجمنت داي على موقع روتن توميتوز (الإنجليزية)
- ترمنايتور 2: جادجمنت داي على موقع نتفليكس (الإنجليزية)
- ترمنايتور 2: جادجمنت داي على موقع قاعدة بيانات الأفلام العربية
- ترمنايتور 2: جادجمنت داي على موقع ألو سيني (الفرنسية)
- ترمنايتور 2: جادجمنت داي على موقع Turner Classic Movies (الإنجليزية)
- ترمنايتور 2: جادجمنت داي على موقع أول موفي (الإنجليزية)
- ترمنايتور 2: جادجمنت داي على موقع بوكس أوفيس موجو (الإنجليزية)
- ترمنايتور 2: جادجمنت داي على موقع فيلمافينيتي (الإسبانية)
- Terminator 2: Judgment Day - Script